# Кингстри (Јужна Каролина)
Кингстри (енгл. Kingstree) град је у америчкој савезној држави Јужна Каролина.

## Демографија
По попису из 2010. године број становника је 3.328, што је 168 (-4,8%) становника мање него 2000. године.
| Група             | 2000.         | 2010.         |
| Белци             | 1.178 (33,7%) | 973 (29,2%)   |
| Афроамериканци    | 2.260 (64,6%) | 2.247 (67,5%) |
| Азијати           | 20 (0,6%)     | 81 (2,4%)     |
| Хиспаноамериканци | 19 (0,5%)     | 19 (0,6%)     |
| Укупно            | 3.496         | 3.328         |